# Human Target (Album)
Human Target ist der Titel des fünften Studioalbums der australischen Death-Metal-/Deathcore-Band Thy Art Is Murder, welches am 26. Juli 2019 weltweit über Nuclear Blast veröffentlicht wurde.
Das Album beherbergt zehn Titel mit einer gesamten Spielzeit von 38 Minuten und 28 Sekunden. Zu dem Album wurden mit Human Target, Death Squad Anthem und Make America Hate Again vorab drei Singles veröffentlicht. Am Tag der Albumveröffentlichung veröffentlichte die Gruppe mit New Gods eine vierte Single.
Es ist das erste Album mit Jesse Beahler am Schlagzeug, der den bisherigen Drummer Lee Stanton ersetzte.

## Entstehung
In einem Interview mit dem deutschen FUZE Magazine erklärte Gitarrist Andy Marsh, dass er für das Schreiben der Texte zwischen drei und vier Wochen gebraucht habe. Er habe Mitte November 2018 das Studio bezogen und begonnen an neuem Material zu arbeiten. Da er während den Weihnachtsfeiertagen frei hatte, schrieb er die letzten Noten am Neujahrsmorgen. Die Aufnahmen im Studio nahmen insgesamt lediglich zwei Wochen in Anspruch.
Für die Covergestaltung zeigte sich der Berliner Illustrator Eliran Kantor, der bereits Artworks für Hatebreed und Venom Prison entwarf, verantwortlich. Marsh hatte ihm zu der Anfrage ein Cover für das Album zu gestalten lediglich die Musik und die Liedtexte herausgegeben. Als die Band Human Target als Albumtitel auswählten, hatte Kantor bereits einen Entwurf für das Plattencover angefertigt. Es zeigt das Rad eines Kettenpanzers, dass über einen Berg aus Menschen hinwegrollt.
Lee Stanton, der bisherige Schlagzeuger, zog sich aus privaten Gründen aus der Gruppe zurück, sodass er durch den früheren Jungle-Rot-Drummer Jesse Beahler ersetzt wurde, der in der Vergangenheit immer mal wieder für Stanton eingesprungen war.
Produziert und gemixt wurde das Album von Will Putney, der bereits in der Vergangenheit mit der Band gearbeitet hat, im Graphic Nature Audio in Belleville, New Jersey.

## Musikalischer Hintergrund
Die Lieder auf Human Target handeln von Unterdrückung. Andy Marsh, der sich für die Musik und die Texte verantwortlich zeigt, sagte aus, dass das Album nicht durchweg religiös oder politisch motiviert sei. Im titelgebenden Lied Human Target geht es beispielsweise um Organraub. Marshs Frau habe dazu Artikel gelesen, dass in chinesischen Gefängnissen Menschen ermordet und danach ihre Organe entnommen würden. Der Albumtitel wurde deswegen gewählt, da Organraub laut Marsh größte aller Unterdrückungen darstellt.
Ein anderes Stück handelt indes über sexuelle Übergriffe auf Frauen. Das Lied New Gods beschreibt über eine religiöse Metaphorik die sozialen Medien, die einen vorschreiben was richtig und falsch ist. In Chemical Christ geht es wiederum um die Macht der Pharmaindustrie im Bezug auf Antidepressiva. Make America Hate Again ist ein politisch angehauchter Titel der Band, wobei dieser in keiner Weise ein Anti-Republikaner-Lied darstellt. Marsh sieht sich selbst eher links der politischen Mitte und beschreibt sich deshalb nicht als Freund der Politik von Donald Trump. In einem Interview mit dem US-amerikanischen Musikmagazin Billboard erklärte er, dass die letzte Wahl im Jahr 2016 Amerikaner gegeneinander aufgehetzt habe.

## Veröffentlichungen
Am 26. April 2019, am Tag der Albumankündigung, veröffentlichte die Gruppe ein Musikvideo zum titelgebenden Stück Human Target. Am 7. Juni erschien ein Musikvideo zu dem Lied Death Squad Anthem. Knapp einen Monat darauf, am 5. Juli 2019, veröffentlichte die Band mit Make America Hate Again ein drittes Lied mitsamt Musikvideo. Am Tag der Albumveröffentlichung brachte die Band zudem ihre vierte Single mit dem Titel New Gods heraus.

## Titelliste
| Nr. | Titel                   | Thema                      | Spielzeit |
| --- | ----------------------- | -------------------------- | --------- |
| 1.  | Human Target            | Organraub                  | 3:31      |
| 2.  | New Gods                | Soziale Medien, Depression | 3:01      |
| 3.  | Death Squad Anthem      |                            | 3:13      |
| 4.  | Make America Hate Again | Politik                    | 3:14      |
| 5.  | Eternal Suffering       |                            | 5:05      |
| 6.  | Welcome Oblivion        |                            | 3:36      |
| 7.  | Atonement               |                            | 3:59      |
| 8.  | Voyeurs Into Death      |                            | 3:30      |
| 9.  | Eye for an Eye          |                            | 4:55      |
| 10. | Chemical Christ         | Pharmaindustrie            | 4:24      |

## Kritik
In den deutschsprachigen Medien stieß Human Target auf überwiegend positive Resonanz. So schreibt Philip Zimmermann für das FUZE Magazine, dass es der Band gelungen sei ein Album zu produzieren, welches sowohl tiefgründige als auch inhaltlich relevante Themen aufgreift und musikalisch ein reines Death-Metal-Album abliefern. Zimmermann führt weiter aus, das die Musiker mit dem Überthema „Unterdrückung“ die Gesellschaft, Politik und die Pharmaindustrie in ihren Stücken kritisieren. Durch den vermehrten Einsatz von Breakdowns, die mit einer schnellen und intervallartigen Spielweise gepaart werden, erinnern die Lieder zeitweise an das Lied No Absolution der Band.
Thomas Strater vom deutschen Metal Hammer beschreibt die Musik als bekannte Mischung aus Geknüppel, tonnenschweren Grooves und Breakdowns, über denen das wütende Organ des Sängers Chris „CJ“ McMahon thront. Dabei merkt Strater an, dass ihm die musikalische Pause zwischen Holy War und Dear Desolation gut getan habe. Er prophezeit, das die Band mit Human Target ihren Siegeszug fortsetzen werden. Jan Wischkowski vom Onlinemagazin Metal.de sieht eine musikalische Weiterentwicklung der Band. So wirke die Gruppe variabler und zielsicherer im Songwriting. Gerade in den Details macht Wischkowski einige „Aha!“-Momente aus, wie etwa im „vehement vorgetragenen Welcome to Oblivion“, den „wie Sperrfeuer klingenden Doublebass in Voyeurs Into Death“ oder dem überraschend melodiös gehaltenen Chemical Christ, welches „zwischenzeitlich in der spannungsgeladenen, ruhigen Atmösphäre eine gewisse Tiefe“ erzeugt und deswegen laut Kritiker ein „fantastisches Finale“ darstellt. Beim Metal.de-Soundcheck landete das Album auf Platz zwei, punktgleich mit Oscilliation von der Band Oh Hiroshima.
Simon Krause von Powermetal.de sieht das gewisse Etwas ebenfalls im Detail versteckt. Dieses sieht er in den dosierteren Einsätzen von Breakdowns, den disharmonisch klingenden Gitarren, die sich in der Nähe des reinen Death Metal bewegen, die gelegentlich eingebauten Moshparts, sowie die Fähigkeit ihre Lieder auf das Wesentlichste herunterzubrechen. Krause hebt zudem hervor, dass das geliebte „Religionsbashing“ auf dem Album nicht vorkomme und Human Target ein rundum sozialkritisches Album geworden ist. So prangern die Musiker den organisierten kriminellen Organhandel, das Suchtverhalten- und Kultur, die psychische Verstümmelung der Menschen durch soziale Medien, privatisierte Strafanstalten sowie die Rache der Erde am Menschen an. Er beschreibt das Album als einen schonungslosen, gesellschaftlichen Rundumschlag und bezeichnet das Album als Soundtrack, den die gegenwärtige Menschheit jetzt braucht.